# Cavatappi

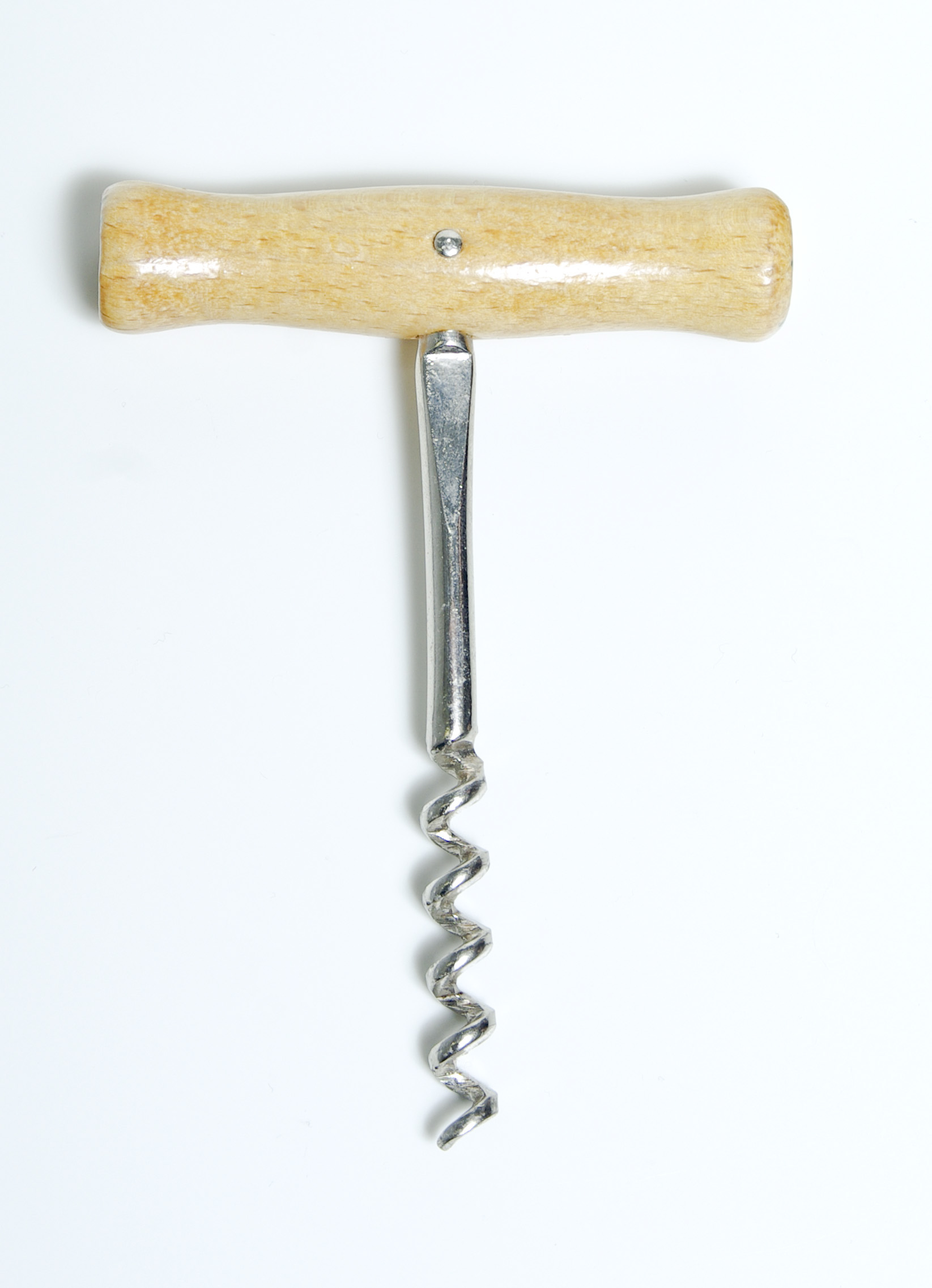
Cavatappi

Il cavatappi, cavaturaccioli o levatappi è un utensile utilizzato per estrarre dal collo delle bottiglie, in genere di vino, un tappo di sughero o plastica, aprendo quindi il contenitore.
È chiamato anche tirabusciò o tirabusciòn o tirabuscióne, italianizzazione del termine francese tire-bouchon, usata soprattutto nel XVIII e XIX secolo.

## Meccanica
Nel tappo viene dapprima avvitata una vite autofilettante, denominata verme, parte del cavatappi stesso e disposta ortogonalmente alla leva, successivamente alla vite viene applicata una forza assiale traente sufficiente per vincere l'attrito che trattiene il tappo, estraendolo.
In alcuni modelli di cavatappi la forza di trazione viene esercitata direttamente dall'utilizzatore, in altri viene amplificata per mezzo di leve ed in altri ancora è prodotta sfruttando il principio della vite. All'estremità opposta a quella della leva, il cavatappi professionale si caratterizza per la presenza di un piccolo coltello seghettato, con cui viene praticata un'incisione attorno alla capsula della bottiglia per poterla eliminare ed accedere al tappo di sughero.
Il cavatappi è realizzato in acciaio, alluminio oppure ottone con a volte alcune parti in legno, come il manico dei modelli manuali.
Esistono modelli recenti costituiti da un raffinato meccanismo a leva e cremagliera, il quale permette con due soli movimenti di estrarre il tappo; data la ridotta sezione (tonda) dell'elica della vite di estrazione, per il suo ridotto coefficiente di attrito esercitato sul tappo, ne viene consigliato l'uso solo per i tappi in sughero, per quelli in materie plastiche o in teflon potrebbero insorgere delle difficoltà nell'estrazione, peraltro esposte dal costruttore nel foglio illustrativo allegato al cavatappi.

## Esempi di cavatappi

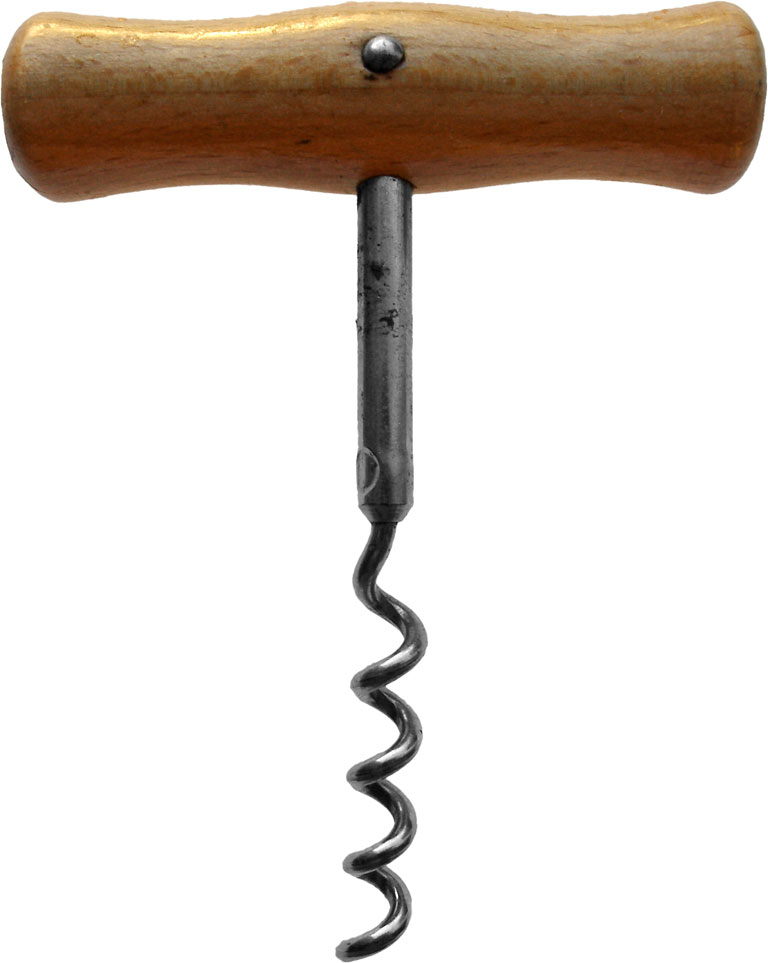
Il tradizionale tirabusciòn.
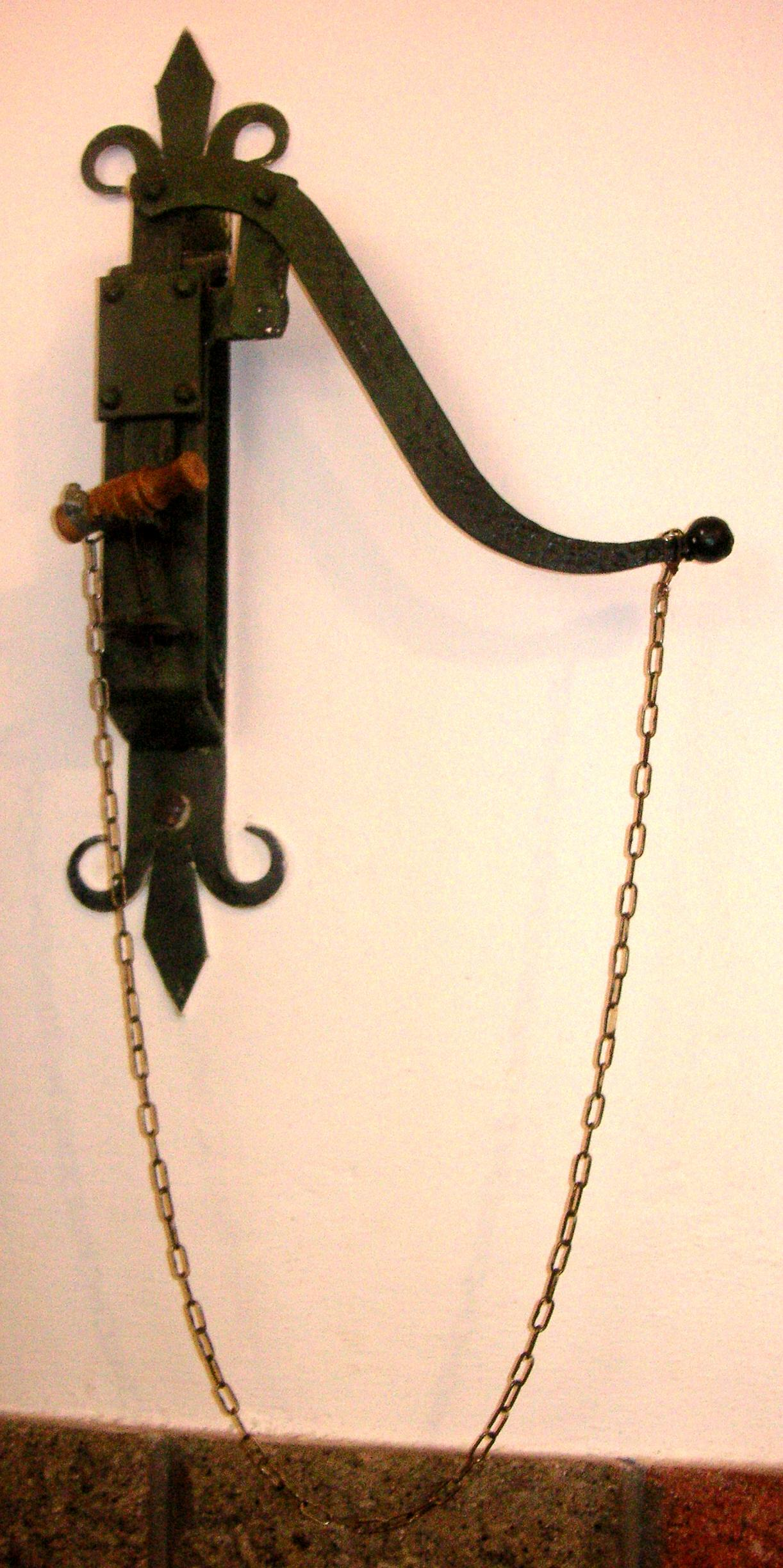
Un esempio di cavatappi da parete. In realtà si tratta del classico tirabusciòn, che, in questo caso, si avvantaggia di una leva meccanica per agevolare l'estrazione del tappo.
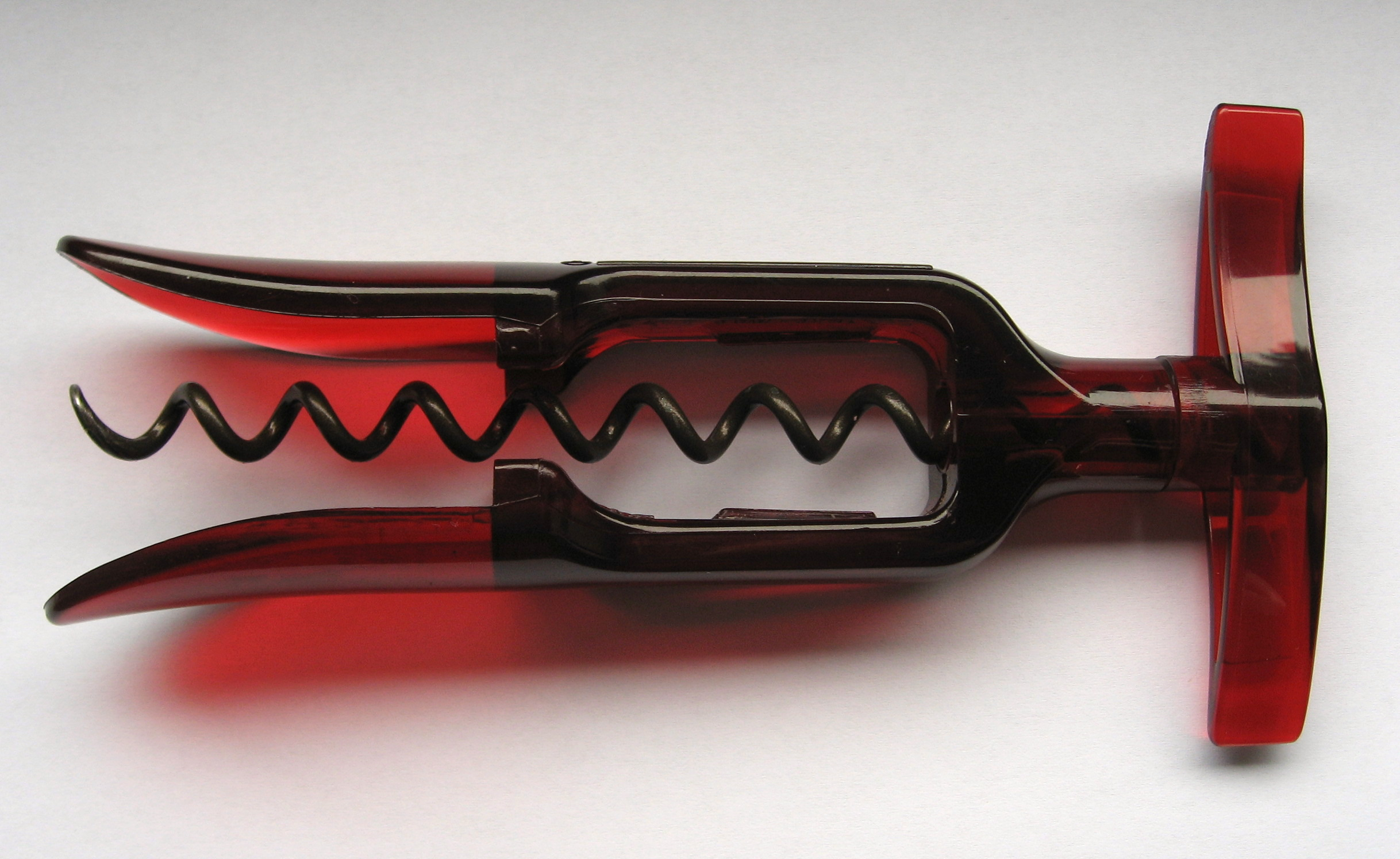
Una versione moderna del tirabusciòn.
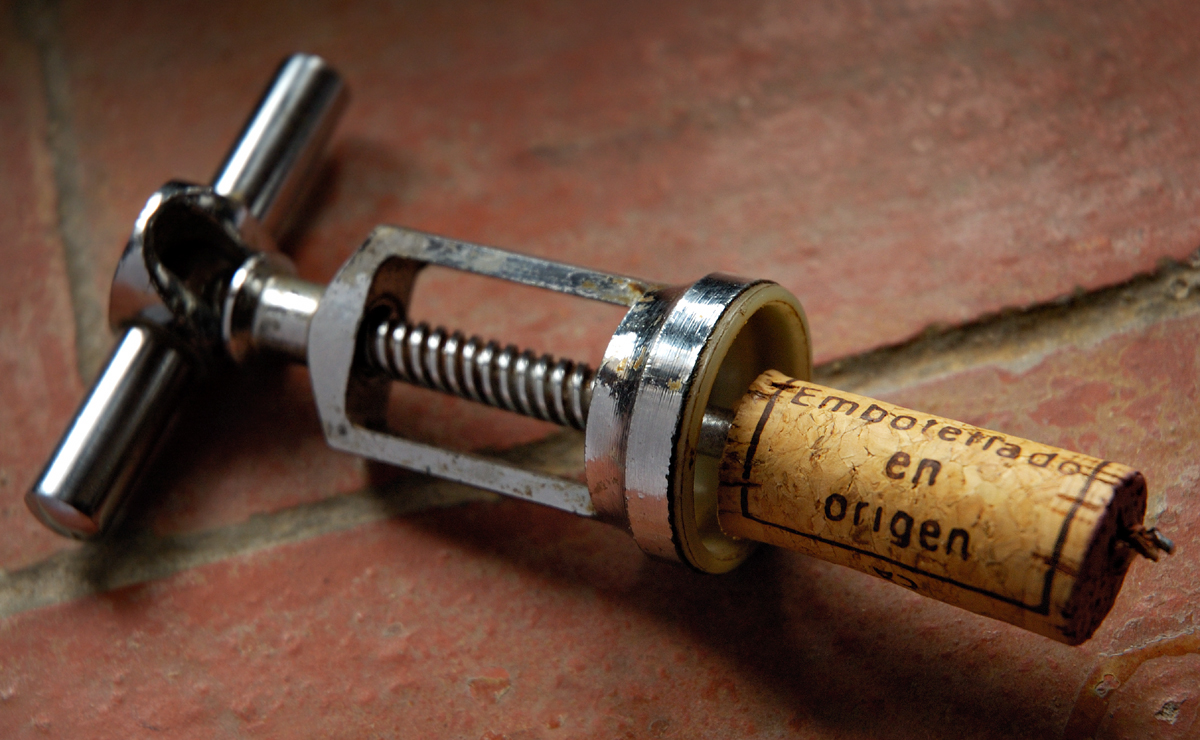
Una versione metallica del tirabusciòn, fotografato subito dopo aver stappato una bottiglia. Secondo il severo codice della sommelierie, qui è stato commesso un errore, poiché la vite non deve mai attraversare il tappo da parte a parte.
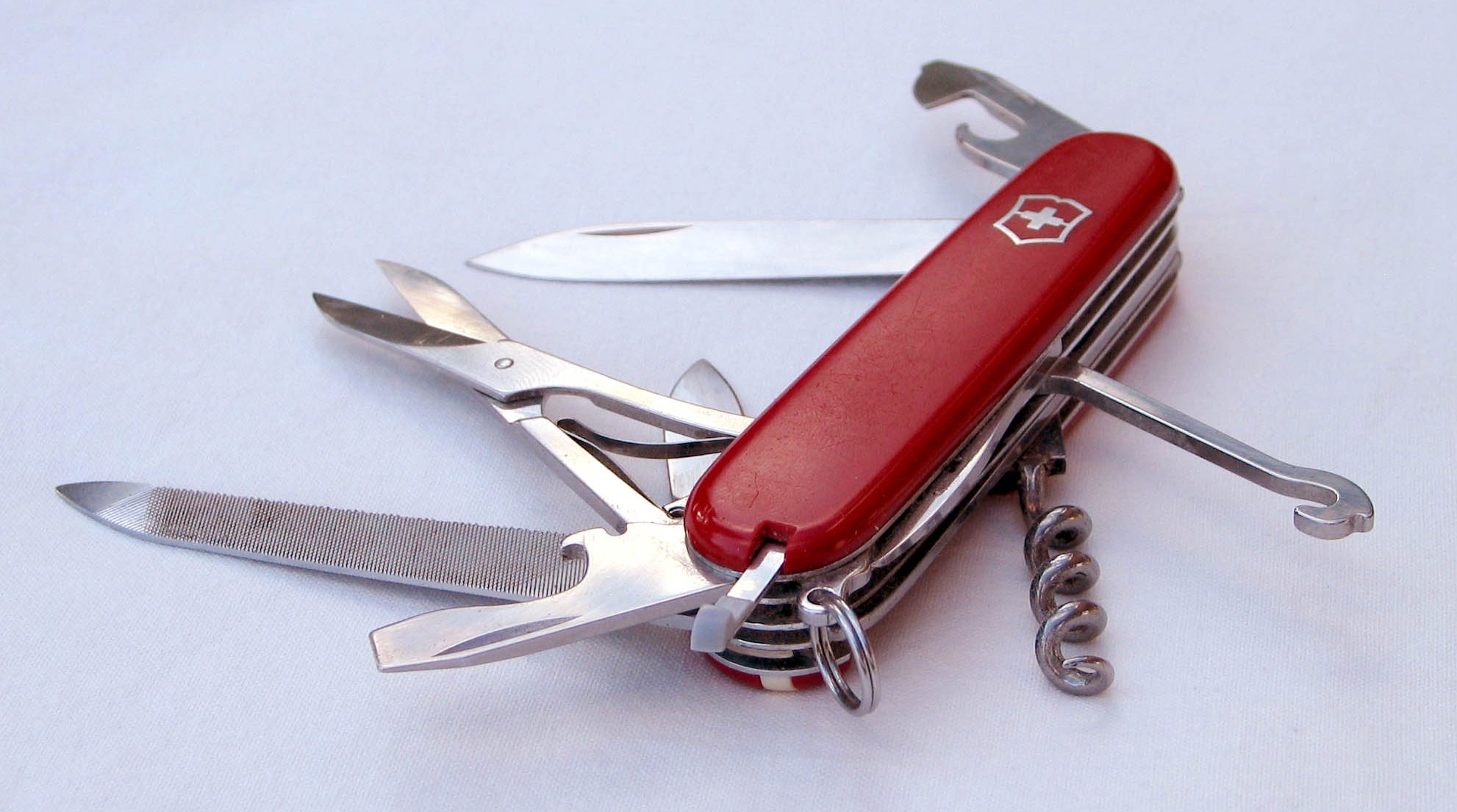
Un tipico coltellino svizzero. Tra i numerosi accessori, c'è anche il cavatappi.
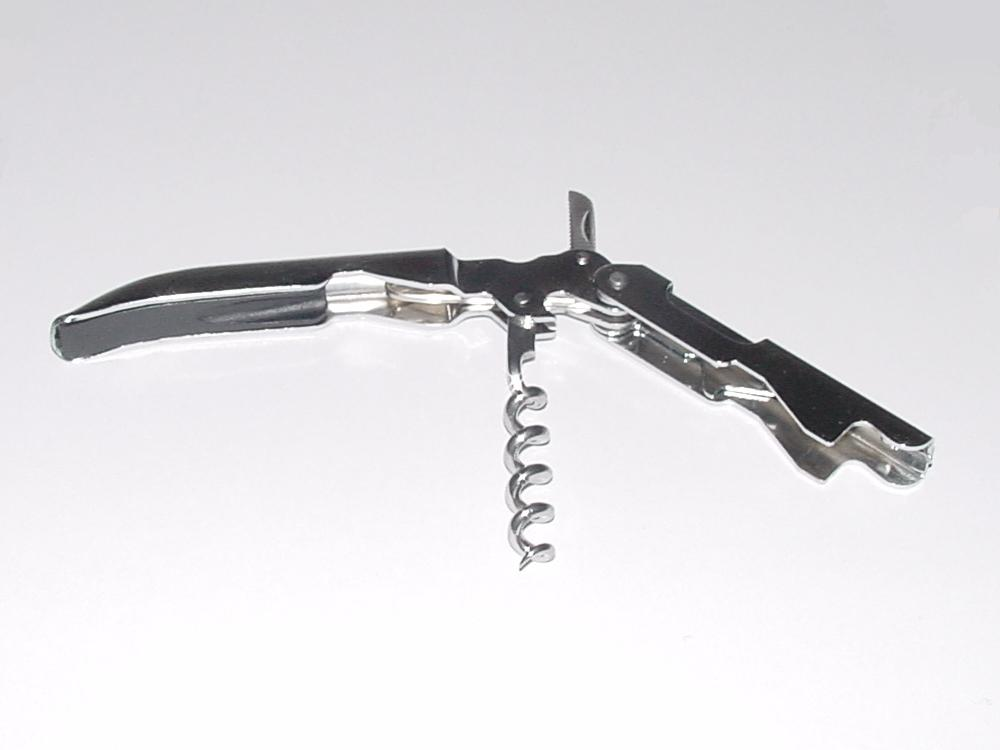
Un cavatappi da sommelier. Questo modello - interamente realizzato in acciaio - è dotato di un doppio dente d'appoggio, per rendere più comoda l'estrazione del tappo.
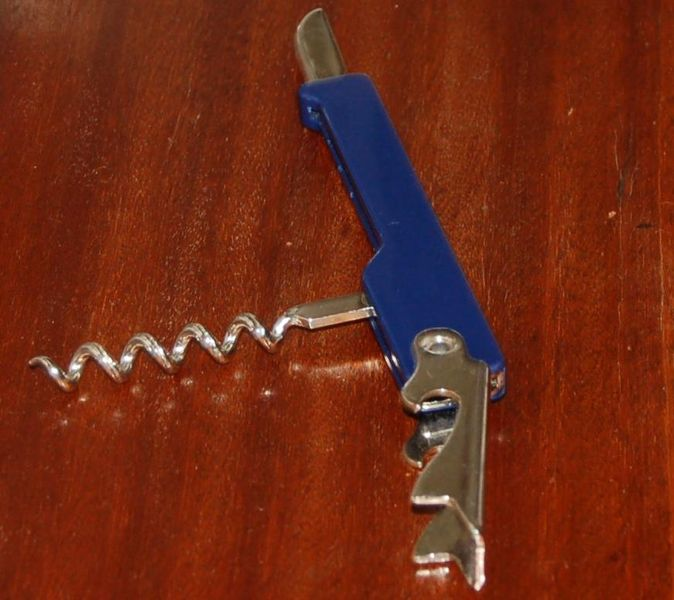
Ancora un cavatappi da sommelier. In questo caso si tratta di una versione economica, con il corpo in materiale plastico.
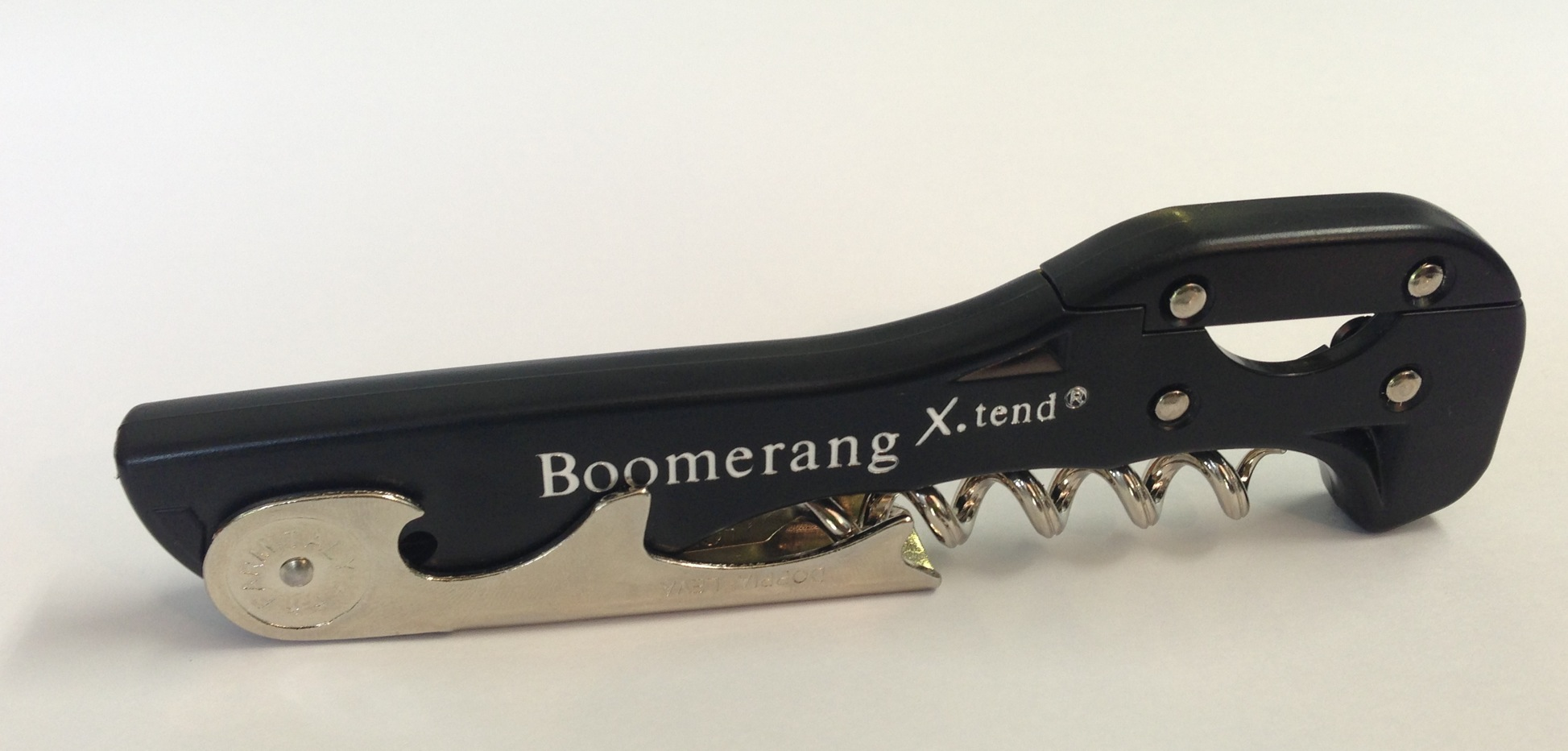
Cavatappi da sommelier con taglia capsule.
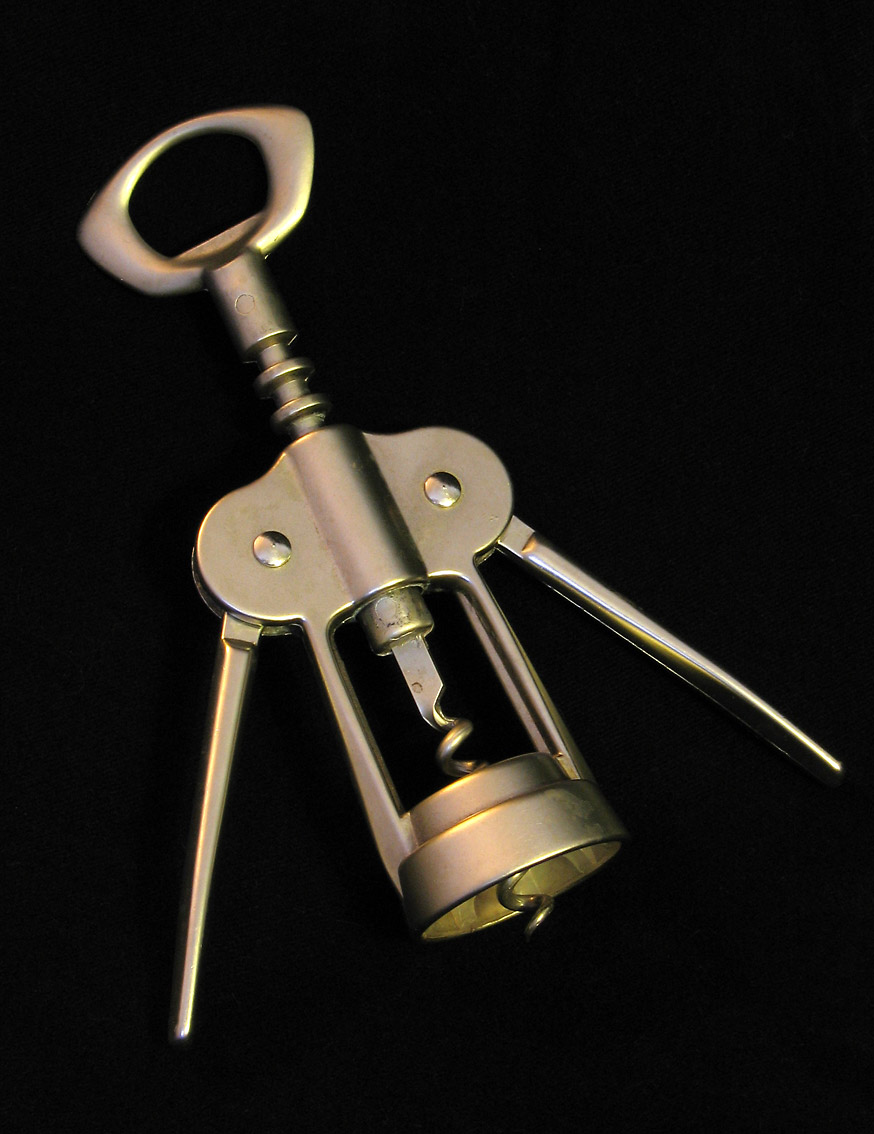
Il classico cavatappi casalingo, con le caratteristiche "ali" d'estrazione.  Il design di questo modello risale al progetto di Dominick Rosati che nel 1930 lo progettò, depositando il brevetto che fu concesso nell'aprile dello stesso anno. Una versione più moderna è da attribuire a Tullio Campagnolo realizzata nel 1966. A seguito dell'avvento del tappo a corona è stato integrato l'anello in alto che ha la funzione di apribottiglie.
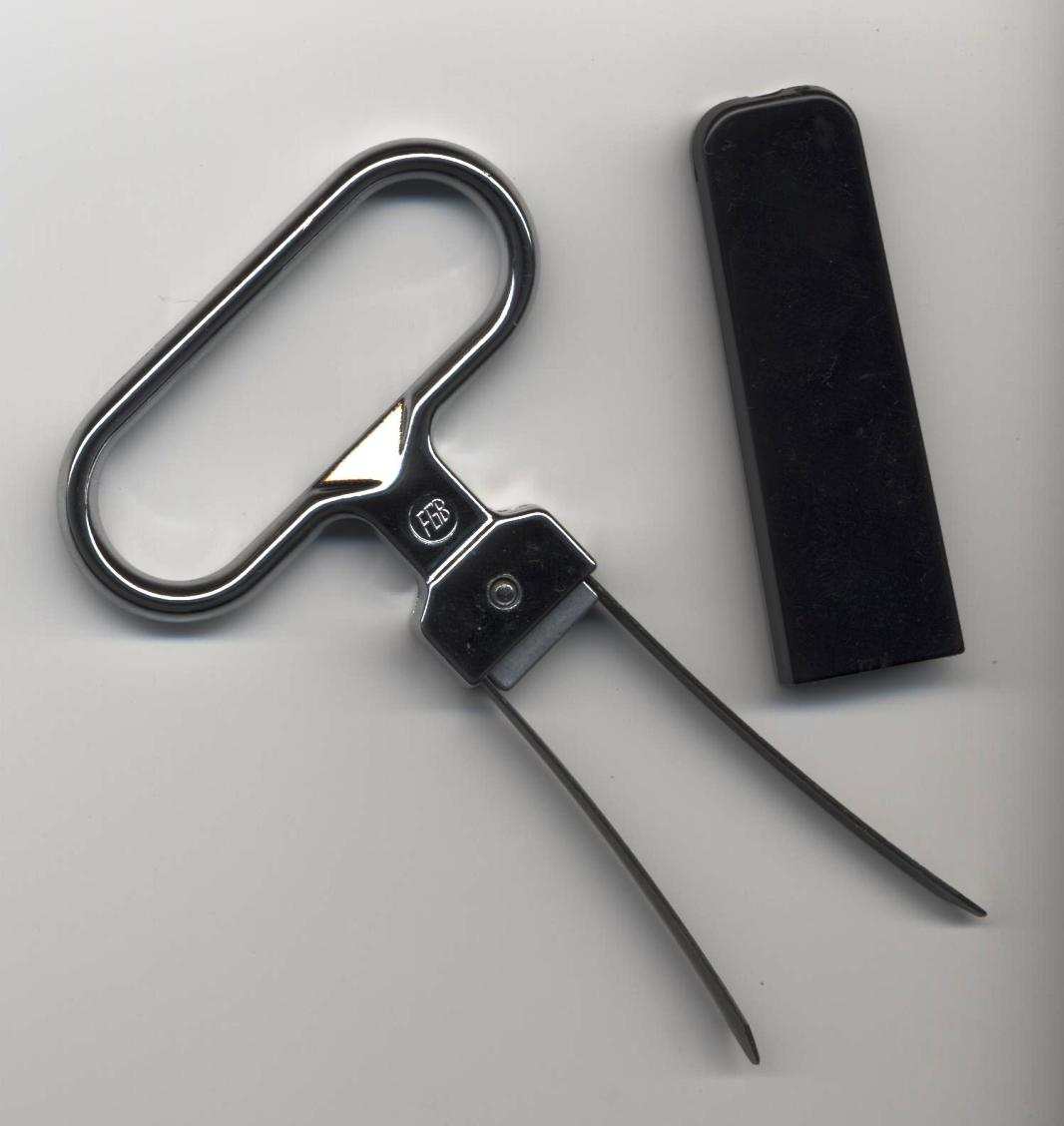
Questo particolare cavatappi bi-lama, è stato progettato per stappare bottiglie di vino molto vecchie, nelle quali il tappo di sughero potrebbe risultare così fragile che un cavatappi normale rischierebbe di romperlo.
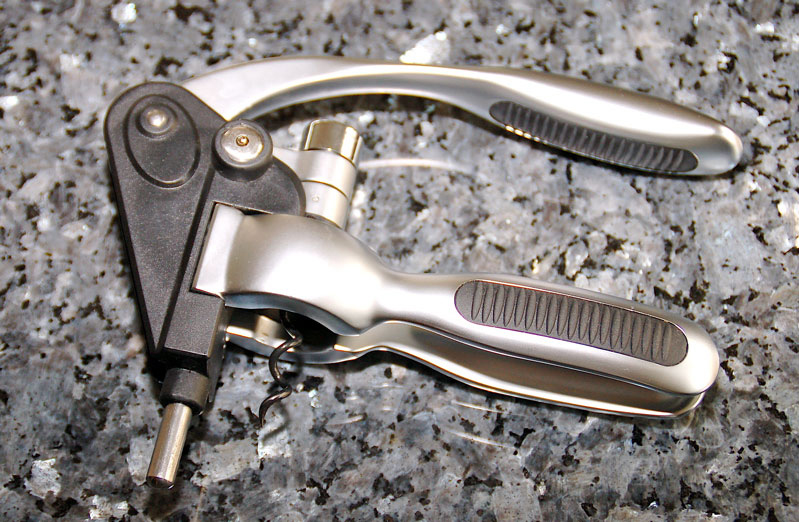
Un sofisticato cavatappi meccanico a cremagliera. Il vantaggio principale è la semplicità d'uso ed il relativo minimo sforzo richiesto per l'estrazione.
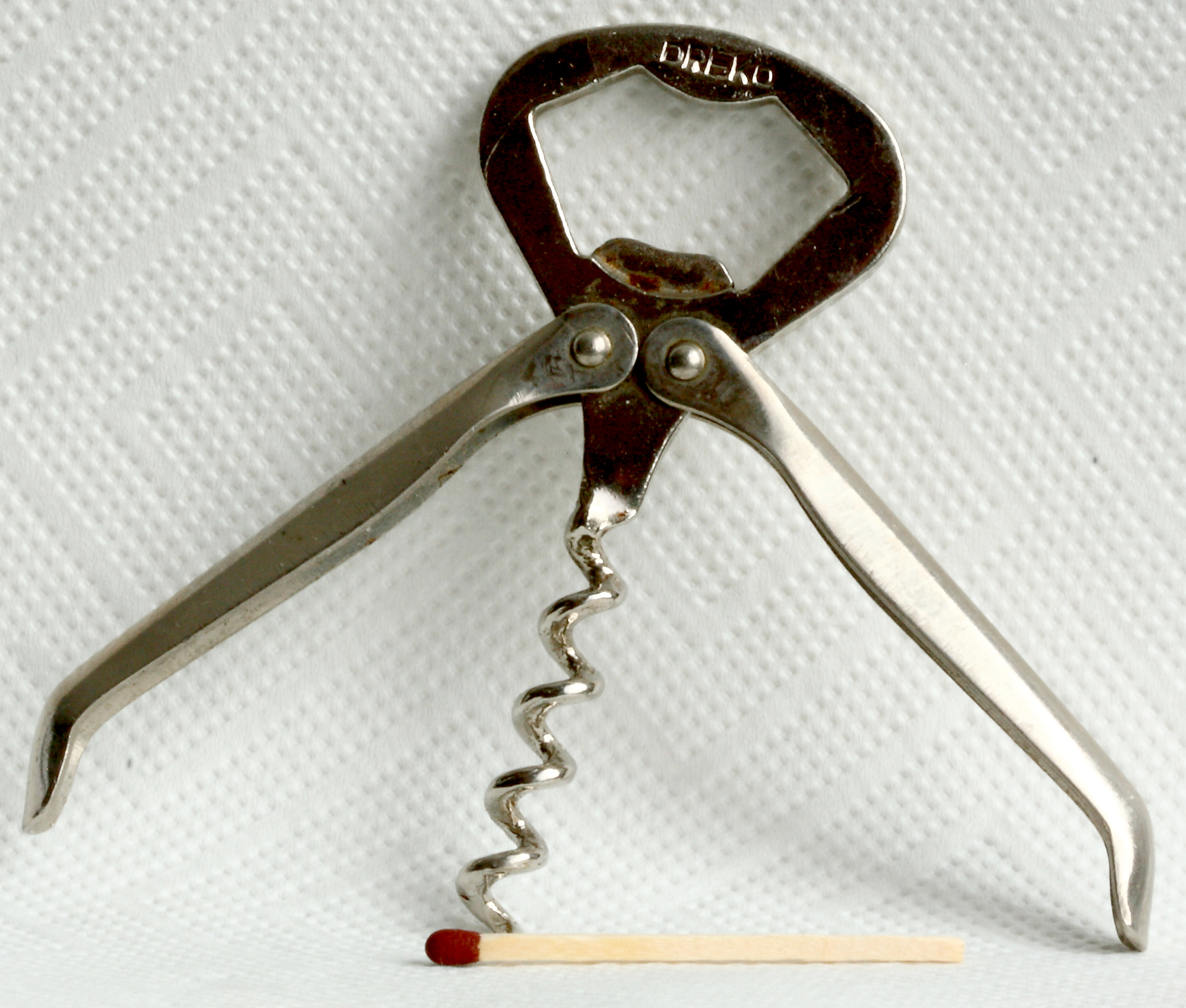
Un particolare cavatappi-apribottiglie pieghevole.

## Il cavatappi da sommelier

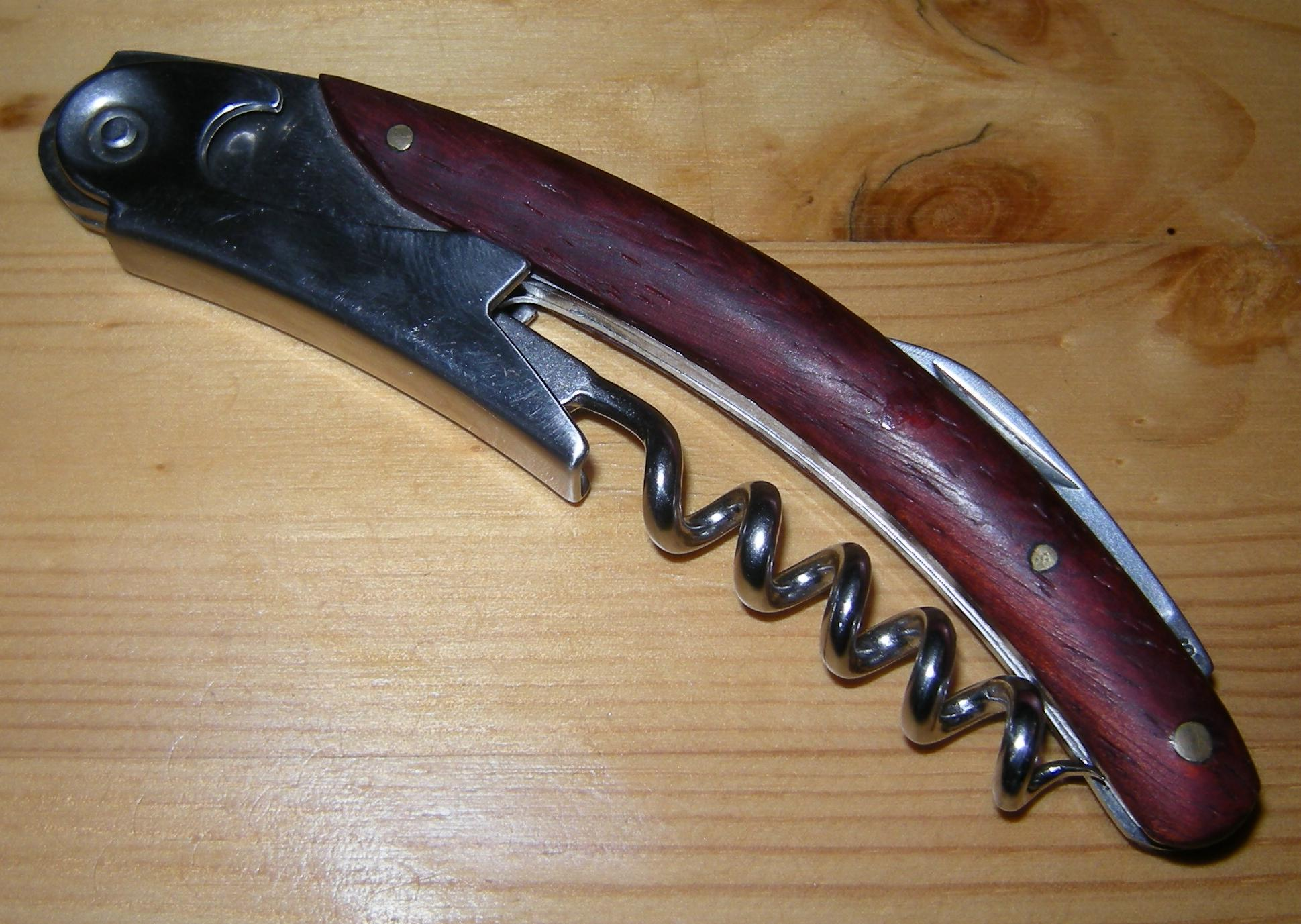
Cavatappi chiuso.
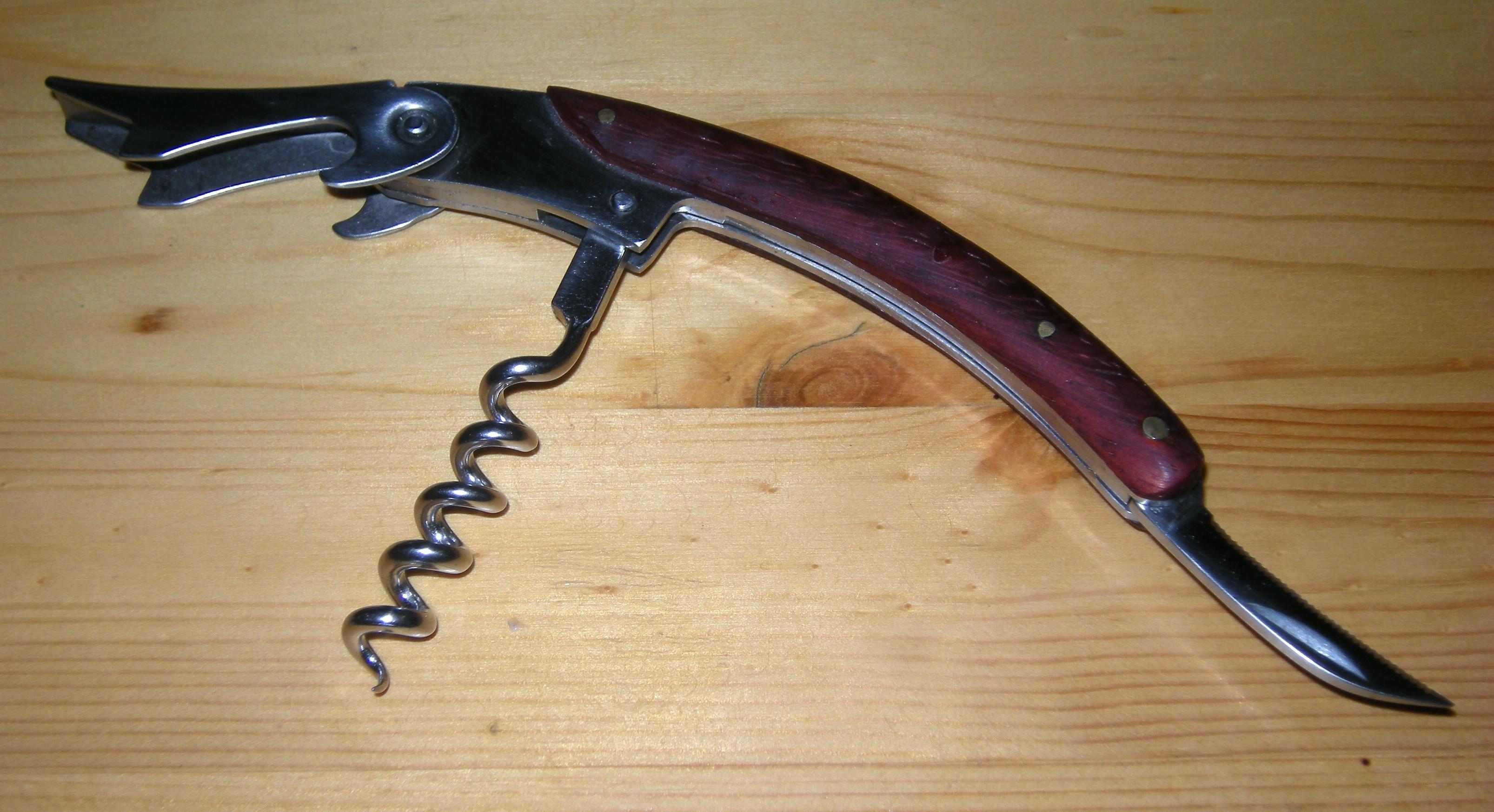
Cavatappi aperto in tutte le sue parti.
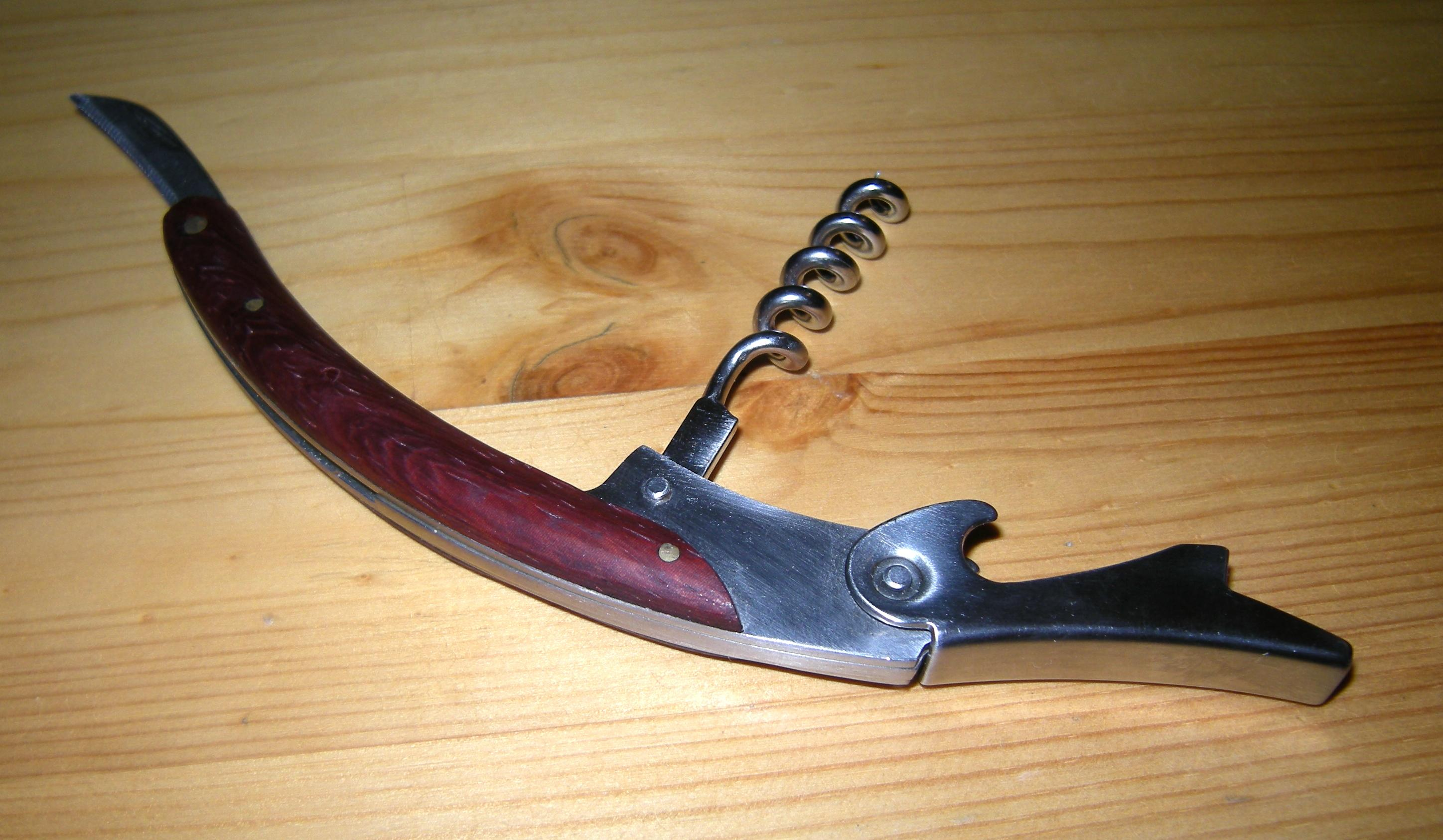
Ancora una vista del cavatappi aperto.
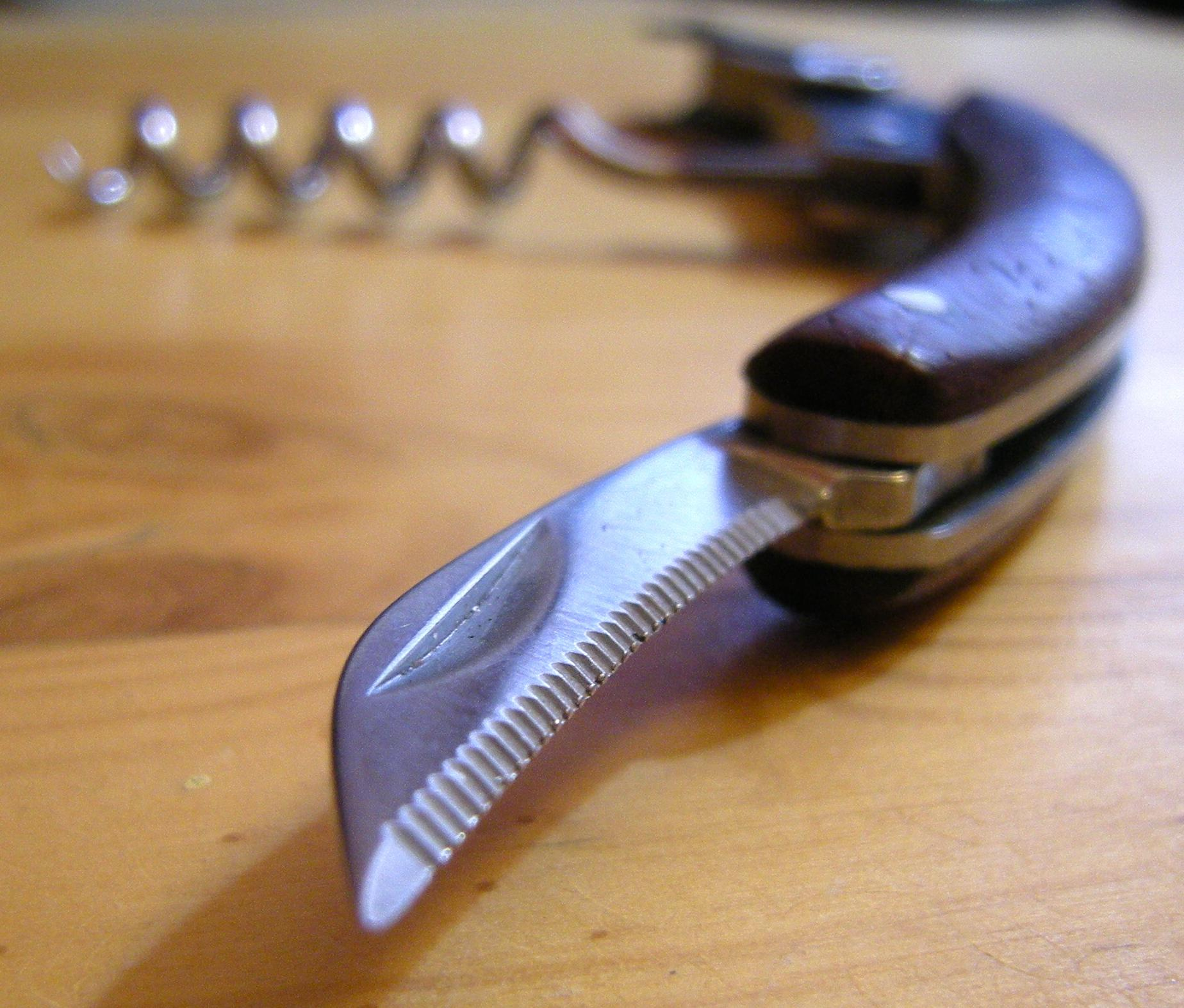
Dettaglio della lama con cui si taglia la capsula dal collo della bottiglia.
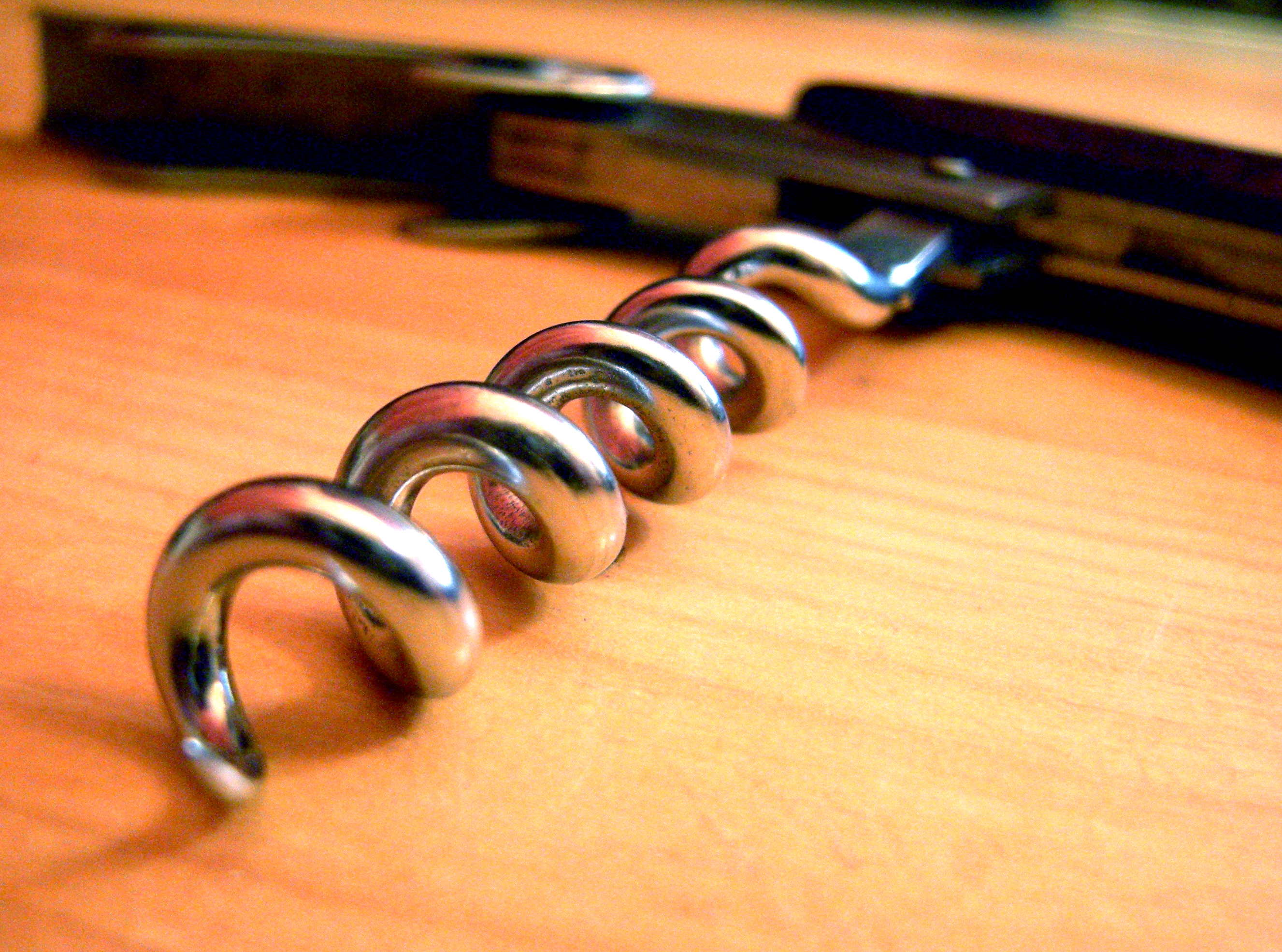
Dettaglio della spirale autofilettante che ha il compito di penetrare nel tappo.
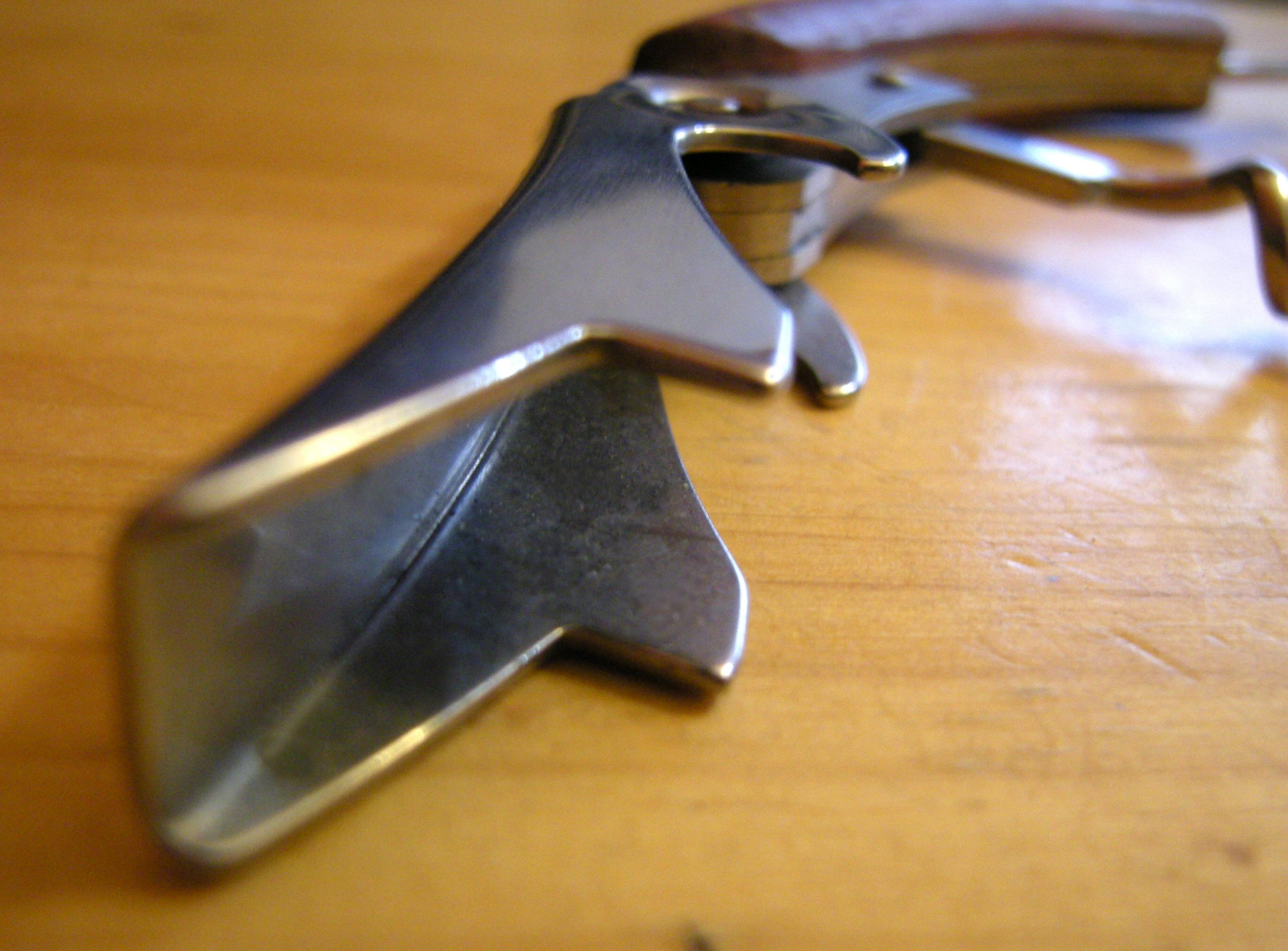
Dettaglio del dente mobile con cui si fa leva per l'estrazione del tappo.